# Frédéric Née
Frédéric Née (Bayeux, Francia, 18 de abril de 1975) es un ex-futbolista francés, se desempeñaba como delantero y se retiró en 2007. Fue internacional una vez con la selección de fútbol de Francia.

## Clubes
| Club              | País    | Año         | Partidos | Goles |
| SM Caen           | Francia | 1996 - 1998 | 56       | 21    |
| SC Bastia         | Francia | 1998 - 2001 | 91       | 38    |
| Olympique de Lyon | Francia | 2001 - 2003 | 26       | 3     |
| SC Bastia         | Francia | 2005 - 2007 | 92       | 10    |

- Datos: Q2329557
- Multimedia: Frédéric Née / Q2329557